# 마르가 로페스
마르가 로페스(Marga López, 1924년 6월 21일 ~ 2005년 7월 4일)는 멕시코의 배우이다. 아리엘상 여우주연상 2회(1950, 1955) 수상자이다.

## 텔레노벨라
- 바호 라 미스마 피엘
- 엔트르 엘 아모르 이 엘 오디오
- 엘 마난티알
- 아벤투라스 엔 엘 티엠포
- 카리타 데 앙헬
- 라 카사 엔 라 플라야
- 엘 프리빌레히오 데 아마르
- 테 시고 아만도
- 라소스 데 아모르
- 알론드라
- 라스 모미아스 데 과나후아토

## 참여 작품
- 나자린